# Hendren (Wisconsin)
Hendren es un pueblo ubicado en el condado de Clark en el estado estadounidense de Wisconsin. En el Censo de 2010 tenía una población de 499 habitantes y una densidad poblacional de 5,37 personas por km².

## Geografía
Hendren se encuentra ubicado en las coordenadas 44°43′9″N 90°43′53″O / 44.71917, -90.73139. Según la Oficina del Censo de los Estados Unidos, Hendren tiene una superficie total de 92.97 km², de la cual 92.66 km² corresponden a tierra firme y (0.33%) 0.31 km² es agua.

## Demografía
Según el censo de 2010, había 499 personas residiendo en Hendren. La densidad de población era de 5,37 hab./km². De los 499 habitantes, Hendren estaba compuesto por el 99.2% blancos, el 0.2% eran afroamericanos, el 0.4% eran amerindios, el 0.2% eran asiáticos, el 0% eran isleños del Pacífico, el 0% eran de otras razas y el 0% pertenecían a dos o más razas. Del total de la población el 0.4% eran hispanos o latinos de cualquier raza.